# Ortskapelle Edenbergen

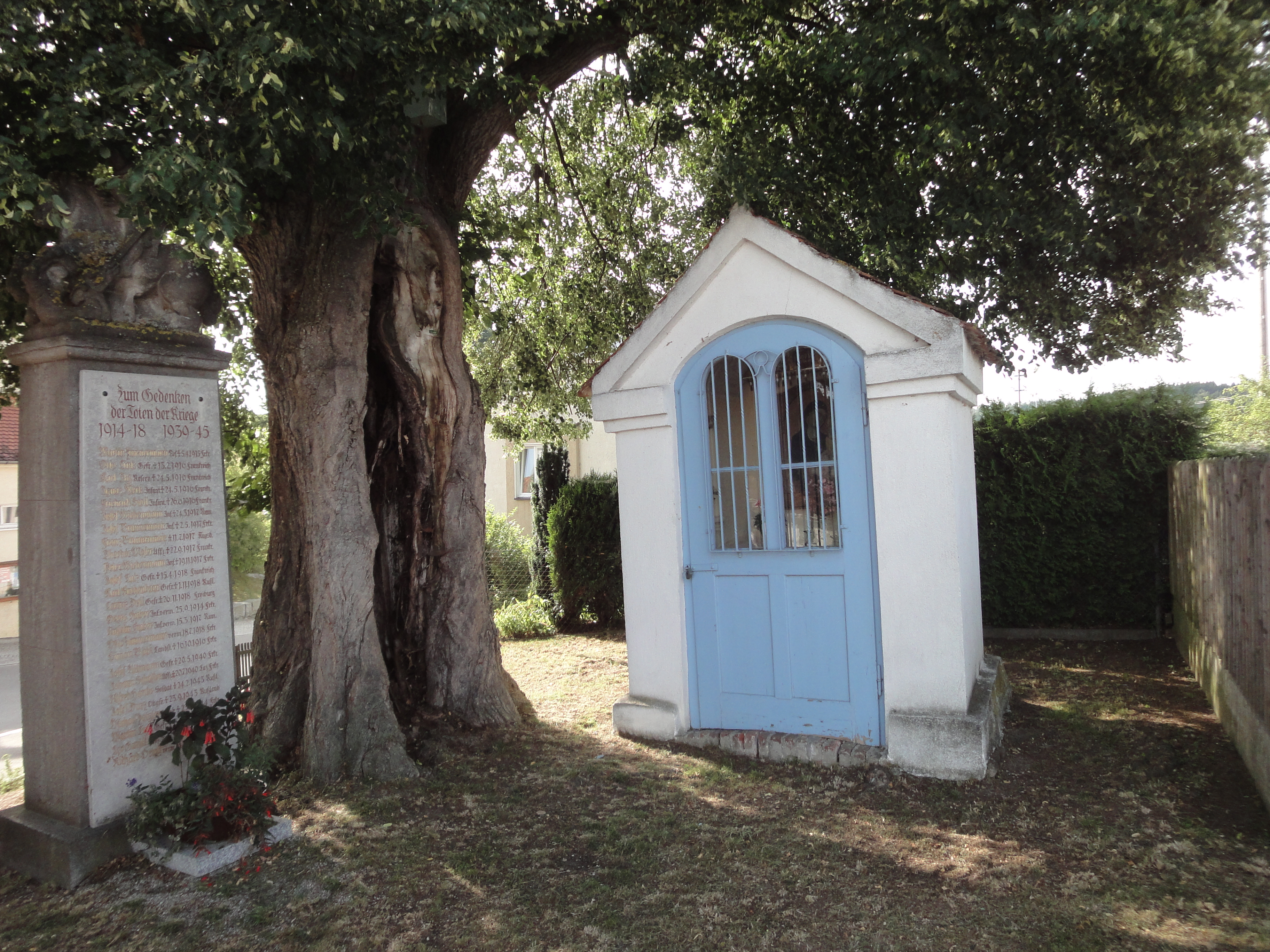
Die Ortskapelle in Edenbergen

Die Ortskapelle in Edenbergen im Landkreis Augsburg (Bayern) wurde 1850 errichtet und steht unter Denkmalschutz.

## Lage
Die Kapelle liegt in der Ortsmitte von Edenbergen an der Kreuzung von vier Straßen: Lindenbergstraße, Am Forsthaus, Am Sonnenhang und Forststraße (im Norden beginnend und dem Uhrzeigersinn folgend). Gegenüber im Westen befindet sich das Feuerwehrhaus der Freiwilligen Feuerwehr Edenbergen.
Direkt neben der Kapelle befindet sich das ortseigene Kriegerdenkmal. Um die Kapelle und das Denkmal herum befanden sich ursprünglich drei große Linden, die gleichzeitig mit dem Bau der Kapelle gepflanzt wurden. Aus Sicherheitsgründen musste im Jahre 2006 einer der Bäume gefällt werden.

## Architektur
Die Kapelle ist als Rechteckbau mit Satteldach und umlaufendem Gesims ausgeführt. Das Dach ist mit roten Tonziegeln gedeckt. Der Altarraum ist nach Süden hin offen und durch eine hellblau gestrichene Holztüre mit zwei vergitterten Bogenfenstern verschlossen. Das Gebäude wurde im Jahre 1850 errichtet; im selben Jahr wurden auch die ursprünglich drei umstehenden Linden gepflanzt.

## Kriegerdenkmal
Das Kriegerdenkmal wurde ursprünglich 1921 neben der Kapelle errichtet und den im Ersten Weltkrieg Gefallenen der Gemeinde gewidmet. Im Jahr 1953 wurde die Gedenktafel auf dem Denkmal um die Kriegstoten des Zweiten Weltkrieges erweitert. Auf dem Denkmal sind die Namen von 25 Gefallenen beider Weltkriege verzeichnet.